# Réserve naturelle nationale de la baie de Saint-Brieuc
La réserve naturelle nationale de la baie de Saint-Brieuc (RNN140) est une réserve naturelle nationale située en Bretagne. Classée en 1998, elle occupe une surface de 1 140 hectares dans la partie sud de la baie de Saint-Brieuc.

## Localisation

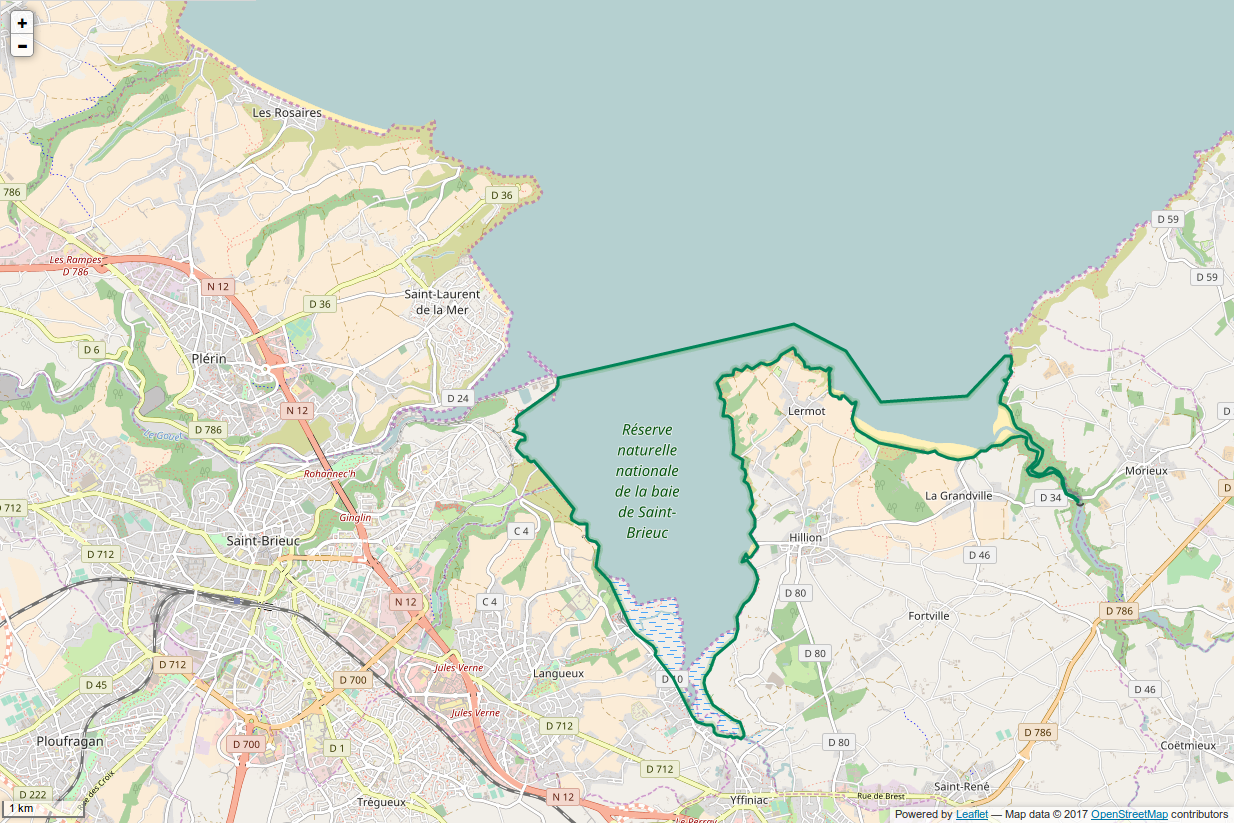
Périmètre de la réserve naturelle.

Le territoire de la réserve naturelle est dans le département des Côtes-d'Armor, sur les communes de Hillion, Langueux,  Morieux, Saint-Brieuc et Yffiniac. Il correspond à la partie sud de la baie de Saint-Brieuc et comprend les anses d'Yffiniac et de Morieux en grande partie sur le domaine public maritime pour une surface totale de 1 140 hectares. La partie terrestre du site comprend 4 ha14 a75 ca et concerne les dunes de Bon Abri sur la commune de Hillion. L’article premier du décret de création de la réserve en 1998 défini précisément son étendue.
Deux zones de protection renforcée ont été définies sur 200 ha dans la partie sud et ouest de l’anse d’Yffiniac et dans l’estuaire du Gouessant.

## Histoire du site et de la réserve

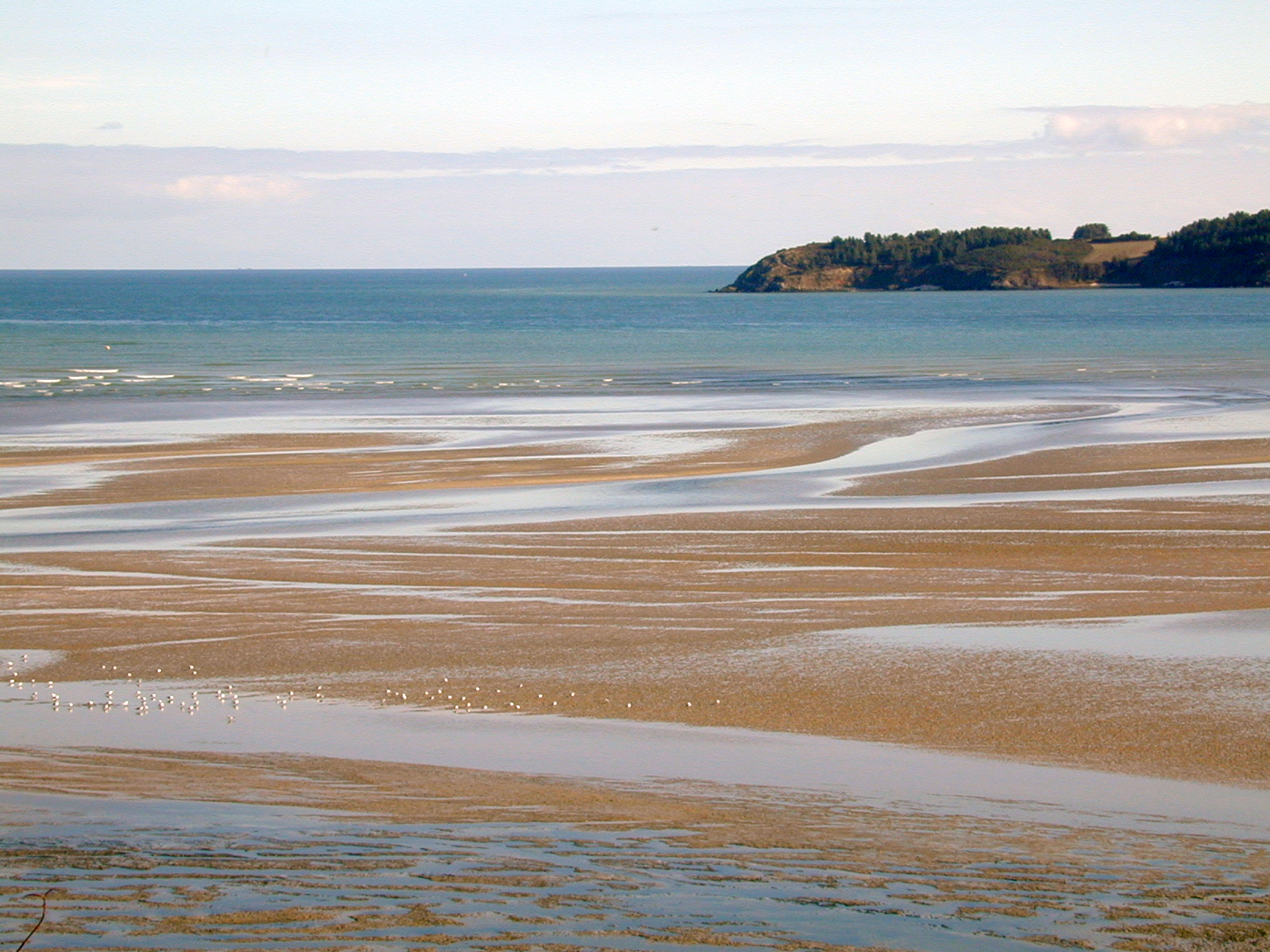
L'Estran.

Dès 1973, l'anse d'Yffiniac est classée en réserve maritime de chasse. Les premières demandes de classement en réserve naturelle apparaissent en 1981 en compensation de l'extension du port du Légué mais la procédure n'est lancée qu'au début des années 1990.
Par convention du 6 juin 2005, la gestion du site est confiée à la collectivité Saint-Brieuc Agglomération, et à l'association Vivarmor Nature.

## Écologie

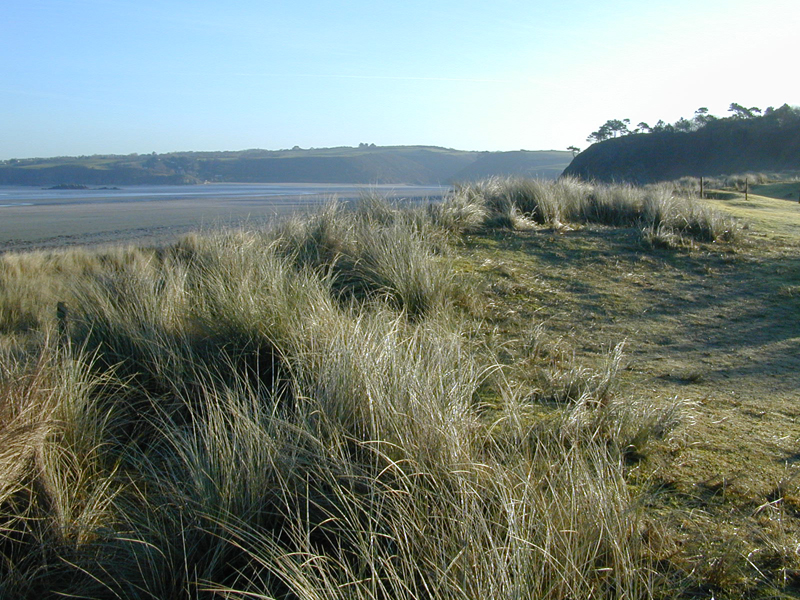
Dunes de Bon Abri.

La baie de Saint-Brieuc occupe environ 800 km2 d’estran sablo-vaseux et constitue la cinquième baie au monde pour l’amplitude de ses marées. Elle accueille en hiver plus de 50 000 oiseaux.

### Climat
Le climat de la baie est doux, de type océanique. La pluviométrie annuelle moyenne est de 697 mm et les vents dominants sont principalement de secteur ouest.

### Géologie
La baie de Saint-Brieuc contient des roches très anciennes et des séries quaternaires qui en font un site d'intérêt international. Pour les roches anciennes, on peut ainsi recenser un complexe gneissique qui s'étend du flanc est de la baie jusqu'aux formations de Langueux-Yffiniac, des formations d'amphibolites à grains fins où apparaissent des pillow-lavas et des niveaux d'arkose et de grauwackes.

### Flore
Les principaux types de formations végétales du littoral sont présentes sur les falaises, les dunes ou les prés salés. Le marais d’Yffiniac constitue après la baie du Mont-Saint-Michel le plus vaste ensemble de prés-salés de la côte Nord-Armoricaine. On y trouve toute la gamme de milieux liés de la slikke à la haute-schorre avec des espèces halophiles comme la Glycérie maritime ou l'Obione.

### Faune

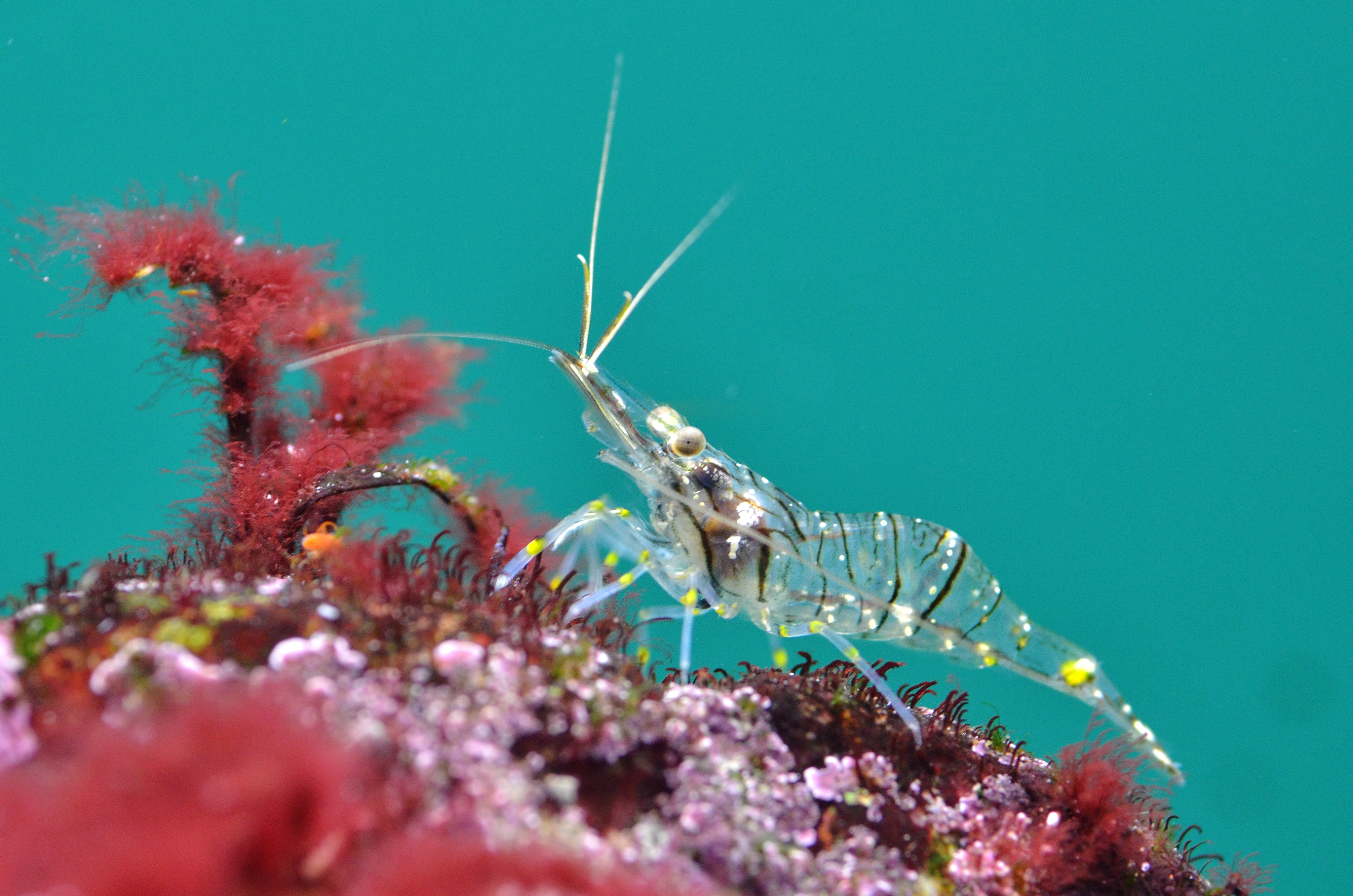
Crevette bouquet.

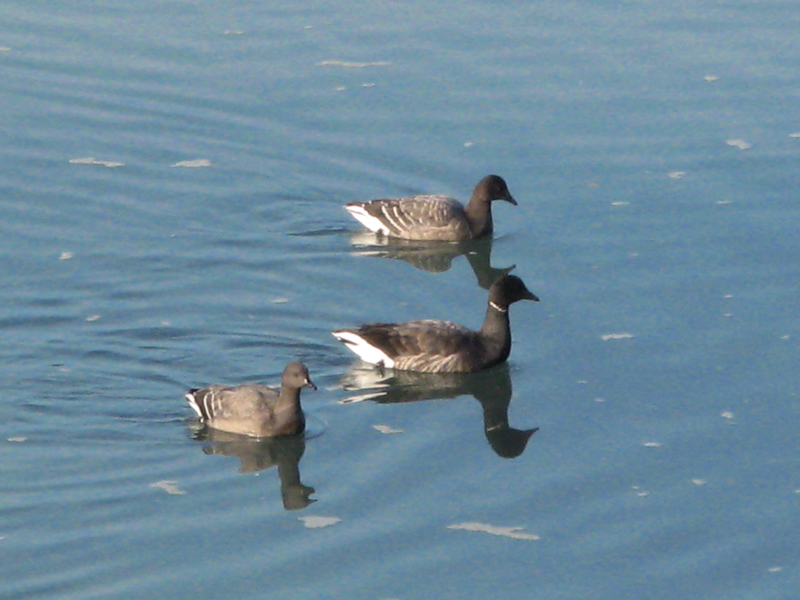
Bernaches cravant.

La faune benthique est liée au gradient de granulométrie du substrat. La forte productivité du phytoplancton induit une biomasse importante des invertébrés. Les sables fins constituent le milieu le plus favorable avec 58 espèces. Le fond de la baie sert de réservoir de nourriture pour des poissons plats comme la Plie ou la Sole.
L'avifaune est suivie depuis 1970. La baie sert de halte migratoire et de zone d'hivernage avec de fortes variations interannuelles dans les effectifs. Les espèces les plus représentées à la mi-janvier sont par exemple l'Huîtrier pie, le Bécasseau variable, le Bécasseau maubèche, la Bernache cravant, la Barge rousse, le Canard siffleur, la Macreuse noire, le Courlis cendré, le Canard pilet, le Canard colvert, la Sarcelle d'hiver, le Pluvier argenté.
Quelques phoques communs peuvent également faire escale dans la baie principalement durant l'été et l'automne.

## Intérêt touristique et pédagogique

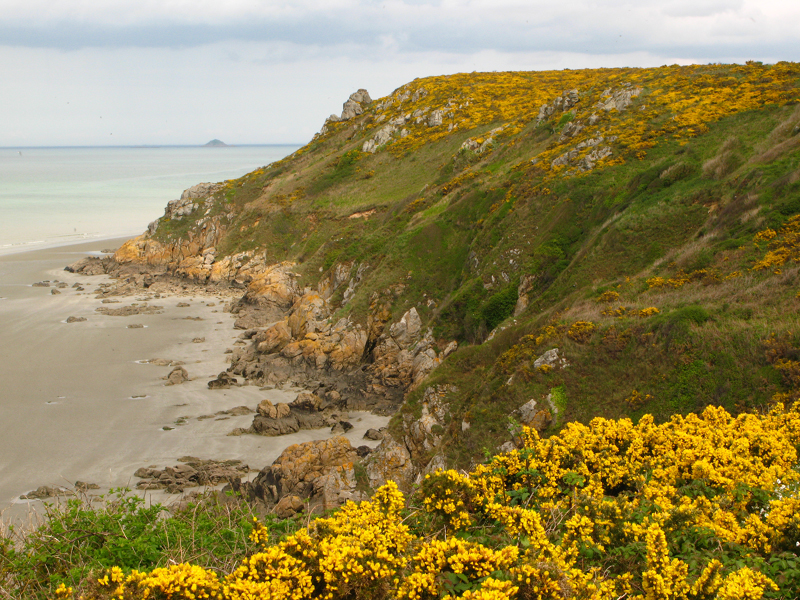
Falaise et ajoncs.

La Maison de la Baie à Hillion accueille le public.
Le GR34 longe le littoral de la réserve naturelle.

## Administration, plan de gestion, règlement
La réserve naturelle est gérée par Saint-Brieuc Agglomération et VivArmorNature - GEPN.
Le plan de gestion 2014-2018 est en cours d'application,.

### Outils et statut juridique
La réserve naturelle a été créée par un décret du 28 avril 1998.
La réserve naturelle fait également partie du site Natura 2000 no 5300066 « Baie de Saint-Brieuc - Est ».